# Apteragia odocoilei
Apteragia odocoilei är en rundmaskart som först beskrevs av Hobmaier 1934.  Apteragia odocoilei ingår i släktet Apteragia och familjen Protostrongylidae. Inga underarter finns listade i Catalogue of Life.